# ملعب بتروسبورت
 ستاد بتروسبورت هو ستاد متعدد الاستخدامات يقع في مدينة القاهرة الجديدة من شارع التسعين بالتجمع الخامس في مصر. وهو يستخدم في مباريات كرة القدم حيث يستضيف مباريات العودة لنادي إنبي وأندية البترول الأخرى في مصر والأهلي والزمالك وهو ملعب حديث حيث تم الانتهاء من بنائه عام 2006 ويتسع الأستاد لأكثر من 25,000 متفرج واستضاف الدورات الودية للمنتخب مصر للشباب وهو الملعب الذي يلعب عليه منتخب مصر للشباب (منتخب تحت 20 سنة) ودهان الملعب برتقالي ومزود بشاشة نتائج إلكترونية وإضاءة ليلية بالإضافة إلى فندق 13 غرفة لإقامة المعسكرات الرياضية، كما يوجد به مركز إعلامي على أحدث مستوى وقاعة لكبار الزوار.
وقد استضاف الاستاد المباريات الرسمية لفريق ليبيا في تصفيات أمم أفريقيا لعام 2012 وقد صعد الفريق الليبي إلى الملحق كأحسن ثاني في مجموعته.
وقد أسس هذا الاستاد شركة بتروسبورت وهي الشركة الأولى من نوعها في مصر والشرق الأوسط في مجال الاستثمار الرياضي

## وصلات خارجية
معلومات عن الاستاد